# 중앙아시아연합

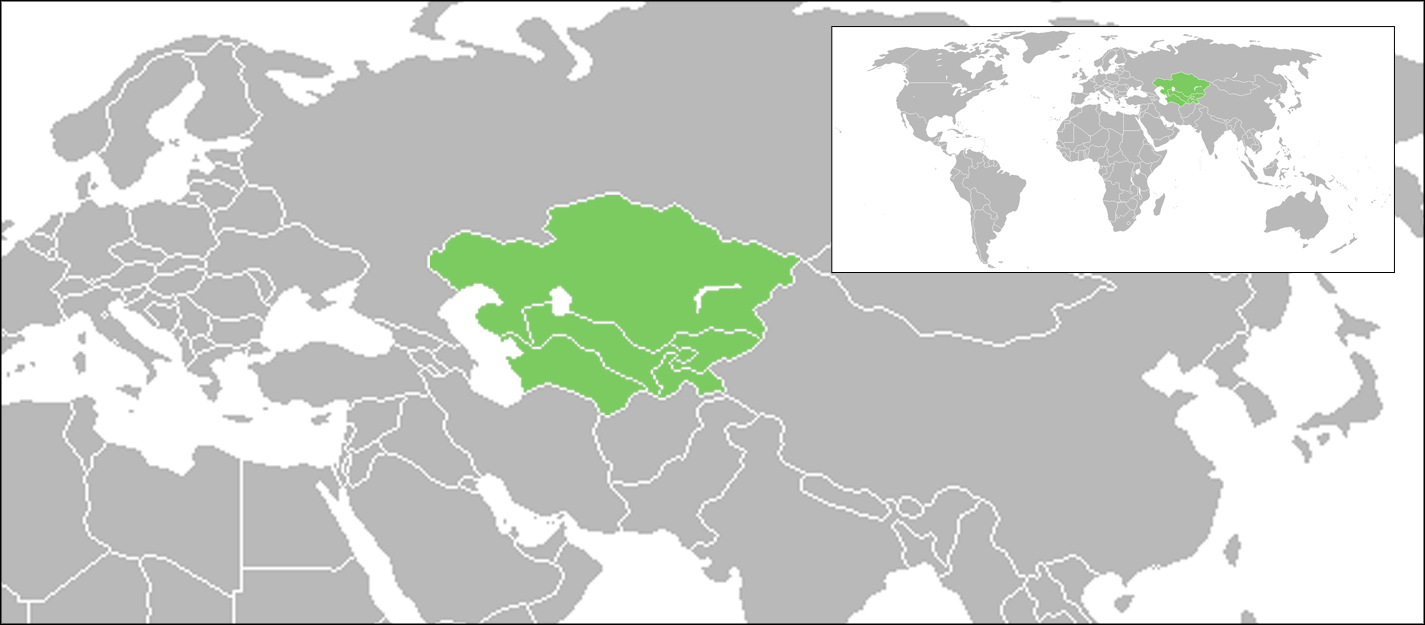
중앙아시아 5개국의 연합체로 제안된 중앙아시아 연합의 범위

중앙아시아연합(Central Asian Union; CAU)은 카자흐스탄, 키르기스스탄, 우즈베키스탄 등 중앙아시아 지역 구소련 국가 간의 정부간 국제 기구로 경제 통합을 목적으로 세워졌다.  나중에는 중앙아시아경제연합이라고 개칭하였고, 1994년 부터 2004년까지 존속하였다. 타지키스탄은 1996년 옵서버 자격으로 가입했다. 연합의 해산 이후에 재건을 위한 여러 시도가 있었다.

## 역사

### 구연합
중앙아시아연합은 1991년 소련이 해체된 직후 제안되었다.옛 소련 구성국의 대부분이 새로 형성된 독립국가연합(CIS)에 가입했지만 더 많은 지역 협력이 필요하다고 여겼다. 1992년 초, 타지키스탄에서는 정부군과 탈레반의 지원을 받는 다양한 이슬람 반군 사이에 타지키스탄 내전 (1992~97)이 발생하였기 때문에, 참여하지 못하였고,  투르크메니스탄은 중립을 유지하고 CIS나 중앙아시아연합에 참여하지 않기로 결정하였다.
카자흐스탄, 키르기스스탄 및 우즈베키스탄 3개국은 1993년 9월 23일에 경제연합을 창설하는 조약에 서명했으며, 1994년 2월 10일에 "단일경제공간"을 선언하고 1994년 7월 8일에 집행위원회와 국가간협의회를 설치하였다. 이론적으로 모든 CIS 회원국은 중앙아시아연합에 가입할 수 있었다.
연합은 또한 군사적 역할을 부여받았다.여전히 내전 중인 타지키스탄은 1996년 옵서버로 CAU에 합류하였다. 국방장관회의가 구성되었고, 유엔의 후원 하에 평화유지군이 구성되어 1997년 9월 카자흐스탄과 우즈베키스탄 영토에서 첫 훈련을 실시하였다.

### 신연합
2007년 4월 26일 누르술탄 나자르바예프 카자흐스탄 대통령이 카자흐스탄, 키르기스스탄, 타지키스탄, 투르크메니스탄, 우즈베키스탄 등 구소련 중앙아시아 5개 공화국을 아우르는 유럽 연합과 유사한 정치·경제적 연합을 제안하였다.
카자흐스탄과 키르기스스탄 대통령은 두 국가 간에 "국제최고위원회"를 구성하기로 합의하였다.또한 카자흐스탄, 우즈베키스탄, 키르기스스탄은 영원한 우정 조약을 체결했다. 카자흐스탄과 우즈베키스탄도 자유무역지대를 설정하기로 결정했다.
신연합은 2008년 카자흐스탄, 키르기스스탄, 타지키스탄 대통령의 지지를 받았지만, 우즈베키스탄의 대통령인 이슬람 카리모프가 완전히 거부하였다.그러나 2016년 카리모프가 사망한 후 통합에 대한 아이디어가 다시 논의되었다.
2018년 3월 15일에 아스타나에서 누루술탄 나자르바예프 카자흐스탄 대통령, 샤브카트 미르지요예프 우즈베키스탄 대통령, 소론바이 젠베코프 키르기스스탄 대통령, 에모말리 라흐몬 타지키스탄 대통령, 악자 누르베르디예바 투르크메니스탄 의회 의장이 새로운 중앙아시아정상회의를 개최했다. 누르술탄 나자르바예프 카자흐스탄 대통령이 아코르다 대통령궁에서 정상회담을 주최했다. 거의 10년 만에 열린 중앙아시아 정상회의였다. 그들은 이제부터 매년 3월에 노루즈 휴일 전에 소집하기로 결정했다.

## 신연합에 참여가 제안된 구성원
| 국가           | 인구                | 면적(km²)         | GDP(명목)           | 1인당 GDP(명목) |
| -------------- | ------------------- | ----------------- | ------------------- | --------------- |
| 카자흐스탄     | 18,050,488          | 2,724,900         | 1,964억 달러        | $11,772         |
| 키르기스스탄   | 6,000,000           | 199,900           | 64억 달러           | $1,152          |
| 우즈베키스탄   | 35,600,000          | 447,400           | 520억 달러          | $1,780          |
| 타지키스탄     | 8,610,000           | 143,100           | 72억 달러           | $903            |
| 투르크메니스탄 | 5,171,943           | 488,100           | 299억 달러          | $5,330          |
| 합계           | 69,957,431 ( 20위 ) | 4,003,400 ( 7위 ) | 2,920억 달러 (36위) | $5,234 ( 95위 ) |

## 중앙아시아정상회의 목록
- 아쉬하바트 (1991)[1]
- 타슈켄트 (1993)[1]
- 다쇼구즈 (1995)[1]
- 아쉬하바트 (1998)[1]
- 아쉬하바트 (1999)[1]
- 알마티 (2009)[7]
- 아스타나 (2018)[7]
- 타슈켄트 (2019)[7]

## 쟁점
새로 제안된 연합은 주로 나라간 국경 문제, 무역, 비자제도, 관광 및 보안을 다룰 것이다.연합이 실현된다면, 중앙아시아연합(CAU)은 러시아가 주도하는 기존의 집단안보기구 와 중국이 주도하는 상하이 협력 기구에 대한 균형을 상징하게 될 것이다. 카자흐스탄 대통령은 연합을 제안하면서 다음과 같이 말했다.
"이 지역에서 우리는 경제적이익, 문화유산, 언어, 종교 및 환경 문제를 공유하고 공통의 외부 위협에 직면해 있습니다.유럽 연합의 창시자들은 그들이 공통점이 많기를 바랄 수 밖에 없었습니다.우리는 보다 긴밀한 경제통합, 공동시장 및 단일통화를 향한 노력을 기울여야 합니다."

## 같이 보기
- 남미 국가 연합
- 아프리카 연합
- 유럽 연합
- 유라시아 경제 연합
- 튀르크어권 국가 기구